# Teufelsloch (Teufelsmauer)

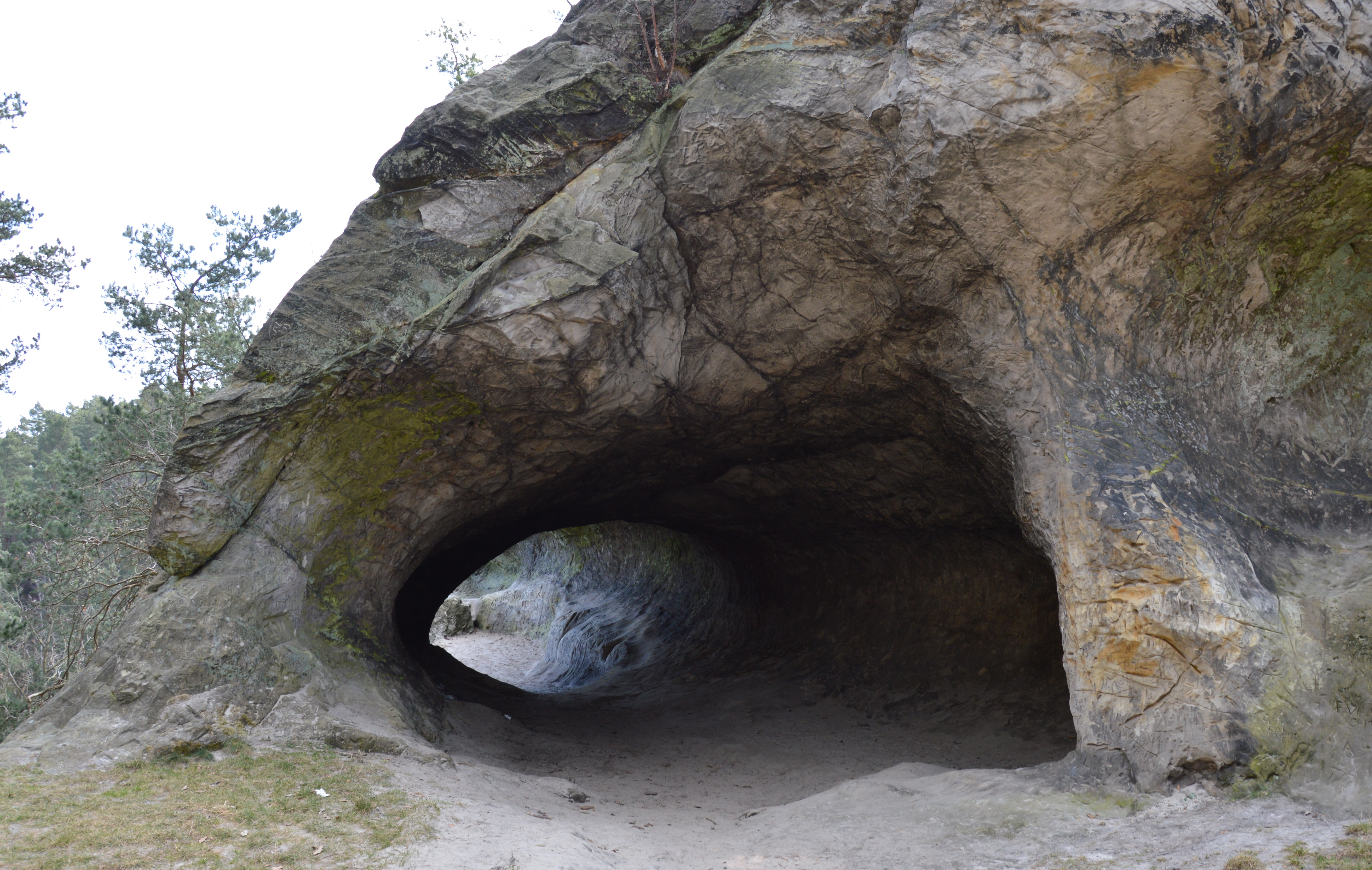
Teufelsloch, 2018

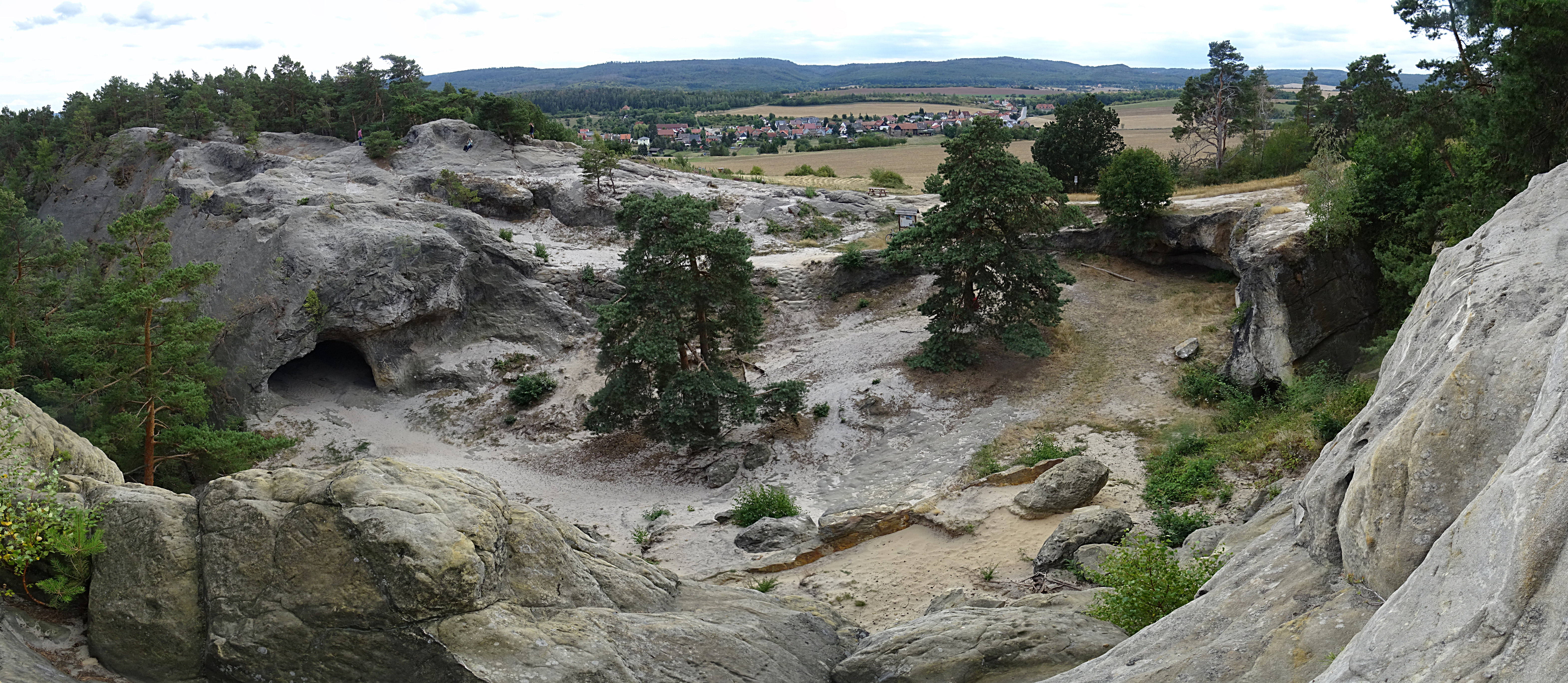
Blick vom Hamburger Wappen auf Teufelsloch und Kuhställe bei Timmenrode

Das Teufelsloch ist eine Höhle am Hamburger Wappen in der Teufelsmauer bei Timmenrode im Landkreis Harz, Sachsen-Anhalt.
Die Höhle liegt an der südöstlichen Seite eines kleinen felsigen Talkessels, dessen Nordseite von den Felsen des Hamburger Wappens eingenommen wird. Etwas nordwestlich liegen die Höhlen Kuhställe. Zum Teil ist auch für das Teufelsloch der Name Kuhstall gebräuchlich.
Die Entstehung der Höhle könnte durch den Abbau von Scheuersand begründet sein. Der große ovale Höhleneingang führt nach kurzer Strecke zu einer großen nach Norden ausgerichteten Öffnung im Fels, die an ein Panoramafenster erinnert. Die Entstehung der Öffnung ist unklar und könnte auf einen Decken- bzw. Wandeinsturz zurückgehen. An der nördlichen Felswand der Höhle führt außen die sogenannte Rittertreppe hinauf.
Um die Entstehung der großen nördlichen Öffnung rankt sich die Sage Der Kuhstall an den Zinnen. Danach soll ein Hirte Ulrich seine Kuh- und Bullenherde am Helsunger Bruch geweidet haben, als er von einem Sommergewitter überrascht wurde. Auf der eiligen Suche nach einem geschützten Platz erschien ihm ein kleines Männlein, das ihm Rat anbot und ihn zu der Höhle führte. Als der Hirte die Tiere in die Höhle getrieben hatte und sich bei dem Männlein bedanken wollte, wandelte sich dessen Gestalt und das Männlein wurde zum Teufel und rollte einen großen Stein vor den Höhleneingang, so dass die Herde und ihr Hirte gefangen waren. Die Bullen wurden daraufhin wild und rannten über Stunden gegen die Felswand an, bis schließlich auf der Nordseite der Fels weggestoßen wurde und sich das heute noch bestehende Fenster ergab. Ulrich konnte daraufhin fliehen und holte Hilfe aus Timmenrode. Als er wieder zurückkam war der Teufel und der Stein vor dem Höhleneingang verschwunden.
Im Jahr 2016 war das Teufelsloch ein Drehort für den deutschen Märchenfilm Das singende, klingende Bäumchen.